# Oxalis ecuadorensis
Oxalis ecuadorensis är en harsyreväxtart. Oxalis ecuadorensis ingår i släktet oxalisar, och familjen harsyreväxter.

## Underarter
Arten delas in i följande underarter:
- O. e. ecuadorensis
- O. e. gentryi